# Іосифов Микита Ігорович
Микита Ігорович Іосифов (рос. Никита Игоревич Ио́сифов, нар. 11 квітня 2001, Мічурінськ, Росія) — російський футболіст, вінгер іспанського клубу «Мірандес».

## Ігрова кар'єра

### Клубна
Займатися футболом Микита Іосифов почав у своєму рідному місті Мічурінськ. Пізніше він виступав у молодіжних командах московських клубів «Спартак» та «Локомотив». У складі „залізничників“ Іосифов ситупав у молодіжній першості країни та в Юнацькій лізі УЄФА.
Починаючи з сезону 2019/20 Іосифов виступав за фарм - клуб «Локомотива» «Казанка» у Другій лізі. 11 серпня 2020 року футболіст дебютував у першій команді у матчі чемпіонату країни.
Влітку 2021 року Іосифов приєднався до іспанського клубу «Вільярреал». У Прімері футболіст провів лише одну гру у січні 2022 року. Крім того виступав за «Вільярреал Б» у Сегунді. Влітку 2023 року футболіст перейшов до клубу Сегунди «Мірандес».

### Збірна
Восени 2021 року Микита Іосифов провів два матчі у складі молодіжної збірної Росії.

## Титули
Локомотив
 Переможець Кубка Росії: 2020/21
Целє
 Переможець Кубка Словенії: 2024/25